# Turquestão

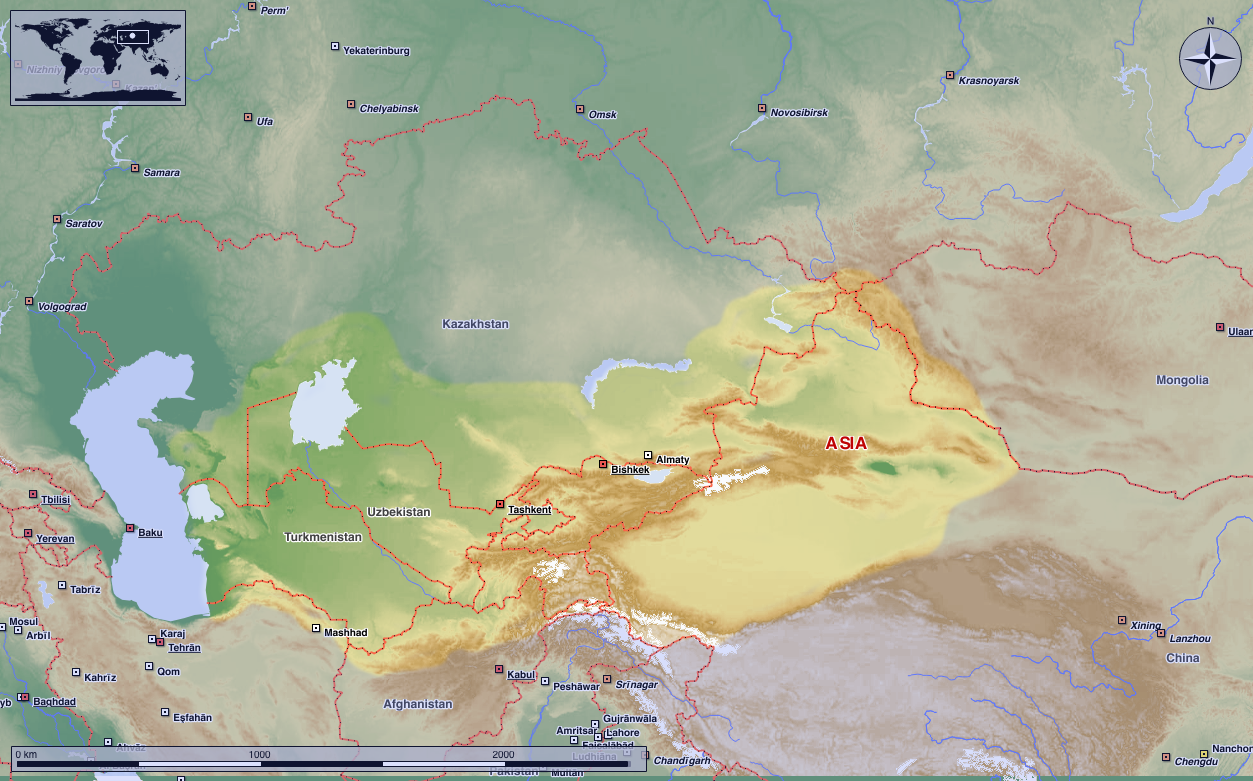
Mapa do Turquestão (região mais iluminada), com as fronteiras atuais em vermelho.

O Turquestão ou Turquistão (em persa: ترکستان; romaniz.: Torkestân, "terra dos turcos"; em turco: Türkistan)  é uma região geográfica e histórica da Ásia Central, com uma população significativa de povos turcomanos, situada entre a Sibéria ao norte; Irã, Afeganistão e Tibete ao sul, mar Cáspio ao oeste e deserto de Gobi ao leste. 
Os turcomenos, os uzbeques, os cazaques, os cazares, os quirguizes e os uigures são alguns dos habitantes da região e que, ao longo da história, se espalharam pela Eurásia de modo a formar nações turcomanas, como a Turquia e o Tartaristão. Os tajiques e os russos formam minorias não turcomanas consideráveis na área.

## Geografia
A região é tradicionalmente dividida em duas áreas:
- Turquestão Ocidental — corresponde aos atuais Cazaquistão, Quirguistão, Tajiquistão, Turcomenistão  e Uzbequistão, e é habitado por uma maioria de povos turcomanos.
- Turquestão Oriental — atual Sinquião (Xinjiang), pertence à China, embora sua população constitua-se de uigures.